# Pattalinus charis
Pattalinus charis là một loài bọ cánh cứng trong họ Cerambycidae.